# 紀元前255年
紀元前255年（きげんぜん255ねん）は、ローマ暦の年である。
当時は、「マルクス・アエミリウス・パウッルスとセルウィウス・フルウィウス・パエティヌス・ノビリオルが共和政ローマ執政官に就任した年」として知られていた（もしくは、それほど使われてはいないが、ローマ建国紀元499年）。紀年法として西暦（キリスト紀元）がヨーロッパで広く普及した中世時代初期以降、この年は紀元前255年と表記されるのが一般的となった。

## 他の紀年法
- 干支 : 丙午
- 日本
  - 皇紀406年
  - 孝霊天皇36年
- 中国
  - 秦 - 昭襄王52年
  - 楚 - 考烈王8年
  - 斉 - 斉王建10年
  - 燕 - 孝王3年
  - 趙 - 孝成王11年
  - 魏 - 安釐王22年
  - 韓 - 桓恵王18年
- 朝鮮 :
- ベトナム :
- 仏滅紀元 : 292年
- ユダヤ暦 :

## できごと

### 共和政ローマ
- アディスの戦いに敗れたカルタゴはスパルタ人の傭兵Xanthippusを雇い、軍を再編した。Xanthippusに率いられた新生カルタゴ軍は、チュニスの戦いでローマ軍を破り、指揮官のマルクス・アティリウス・レグルスを捕えた。レグルスの救出に向かったローマ軍の艦隊は、シチリア沖の嵐で難破した。

### エジプト
- 第二次シリア戦争で、プトレマイオス2世は、シリシア、パンフィリア、イオニアの領土を失い、アンディオコス2世は、ミレトスとエフェソスを奪回した。その後、アンティオコスとプトレマイオスの間で和平が結ばれ、アンティオコスはプトレマイオスの娘ベレニケと結婚した。

### バクトリア
- セレウコス朝のサトラップであったディオドトス1世は、アンティオコス2世に対して反乱を起こし、グレコ・バクトリア王国を建国した。

### 中国
- 秦の河東郡守の王稽が諸侯と通じた罪で処刑された。自分が推挙した人物が次々と失態を犯したことに恐縮した范雎は、蔡沢の意見を容れて致仕した。
- 蔡沢が秦の相国となったが、数カ月で辞任した。
- 楚の春申君が荀況を蘭陵令として登用した。
- 周の民が東周に逃れた。秦は周の宝器を奪って、西周公の身柄を憚狐の聚に移した。

### 天文学
- エラトステネスが天球を模した天球儀を発明した。

## 死去
- 孝王 - 燕王
- 王稽 ‐ 中国戦国時代に秦に仕えた人物